# Татібана но Морое
Татібана но Морое (684 — 30 січня 757) — середньовічний японський державний діяч, поет періоду Нара. Тривалий час на чолі "імператорської партії"в дайдзьокані (Вищій державній раді) успішно протистояв амбіціям представників клану Фудзівара. Став засновником роду Татібана.

## Життєпис
Походив з правлячої династії. Син принца Міну та Аґата-Інуакаї но Мітійо (відома як Татібана но Мітійо). Народився 684 року. Отримав ім'я принца Кадзурагі. 708 року втратив батька. 710 року надано молодший п'ятий ранг. Протягом 20 років служив врізних установахна сеедніх посадах, досягши у 729 році старшого четвертого рангу й призначення садайбеном (Лівим головним ревізором). Спочатку намагався маневрувати між представниками імператорської родини та впливовими Фудзівара. після смерті Фудзівара но Фухіто 720 року перейшов набік принца Нагая, щоочолював «імператорську партію» в дайдзьокані. Загибель останнього 729 року послабило «партію», яку очолив принц Тонері.
731 року стає санґі (асоційованим державним радником), увійшовши тим самим до дайдзьокана. 732 року отримав молодший третій ранг. 736 року (за іншими відомостями 738 року) з дозволу імператора змінив прізвище на Татібана но Морое. При цьому отримав титул сукуне (третій в системі кабане). 737 року стає старшим державним радником. Цього року під час епідемії натуральної віспи померли 4 брати Фулзівара, внаслідок цього «імператорська партія» в дайдзьокані отримала перевагу. Фактично очолив її Татібана.
738 року призначено Правим міністром зі старшим третім рангом. Оскільки лівого міністра на той час не було призначено фактично перебрав владу вдайдзьокані. З цього часу протягом 18 років забезпечував перевагу імператорської родини, відсторонивши клан Фудзівара від вищих посад в державі. З 739 року Татибана забезпечував вищими посадами та місцями в дайдзьокані «старі» аристократичні роди, пов'язані з правлячою династією, також вища державна рада поповнювалася принцами імператорського дому. При цьому він спирався на своїх радників — буддистського ченця Гембо і Кібі но Макібі. До 740 року Татібана но Морое отримав старший другий ранг. Того ж року відправив війська для придушення заколоту Фудзівара но Хіроцугу на о. Кюсю.
743 року стає Лівим міністром, а також отримує молодший перший ранг. 746 року очолив Дадзайфу. 749 року надано старший перший ранг. Водночас до дайдзьокан зміг ввести свого сина Нарамаро. Це стало найбільшим посиленням Татібана но Морое. Втім невдовзі він стикнувся з впливом Фудзівара но Накамаро, що почав діяти в обхід дайдзьокана, впливаючи на імператорів Сьому, а потім Кокен. Протистояння з Накамаро набуло тривалого характеру. 750 року отримав титул асон (другий в системі кабане).
У 755 році вороги Татібана но Морое донесли імператриці Кокен, що той в п'яному вигляді нібито ображав імператрицю Кокен. В результаті було висловлено думку, що Татібана готує заколот. Проте Кокенне дала ходу справі. Але Татібана но Морое вимушений був піти у відставку. З цього часу починається піднесення Фудзівара но Накамаро. У 757 році невдовзі після смерті Татібана но Морое було виявлено змову на чолі із його сином — Татібана но Нарамаро, якого було страчено. Після цього уся влада зосередилася в Фудзівара но Накамаро.

## Творчість
Складав вірші у стилі вака, деякі вірші розміщено у збірці «Манйосю».

## Родина
1. Дружина — Табіно, донька Фудзівара но Фухіто (зведена сестра по матері Татібана но Морое)
Діти:
- Татібана но Нарамаро (721—757)

2. Дружина — невідома
Діти:
- донька, дружина Фудзівара но Тойонарі